# Khalifa International Tennis and Squash Complex
Khalifa International Tennis and Squash Complex, česky Mezinárodní tenisový a squashový komplex chalífy, je tenisový areál v katarském hlavním městě Dauhá, jehož vlastníkem a správcem je Katarská tenisová federace. Komplex byl otevřen 16. prosince 1992 a první profesionální turnaj Qatar Open se v něm odehrál v roce 1993. Obsahuje dvacet sedm venkovních dvorců s tvrdým povrchem. Centrální kurt má od roku 2008 kapacitu 6 911 diváků, předtím tato činila 4 106 osob.
Konají se v něm každoroční turnaje profesionálních okruhů – mužského ATP Tour pod názvem Qatar Open a ženského WTA Tour pojmenovaného Qatar Ladies Open. V letech 2008–2010 hostil také závěrečný turnaj sezóny ženského okruhu pro nejlepší tenistky – turnaj mistryň WTA Tour Championships (2008, 2009, 2010). Kvůli australským karanténním omezením (14denní karanténě osob cestujících do Austrálie) pro pandemii covidu-19 se mužská kvalifikace Australian Open 2021 odehrála v dauhaském areálu, a to s třítýdenním předstihem před rozehráním dvouhry. Poprvé v historii grandslamu, tak proběhla část soutěží mimo pořadatelskou zemi (ženy hrály kvalifikaci v Dubaji).
Komplex se stal dějištěm tenisových a squashových soutěží v rámci Asijských her 2006.